# Обрадович, Доситей
Досифе́й (серб. Доситеј, в миру Дими́трие Обра́дович (серб. Димитрије Обрадовић); 17 февраля 1742, Чакова, Тимиш, Священная Римская империя — 7 апреля 1811, Белград, Революционная Сербия) — сербский просветитель и реформатор в период Первого сербского восстания. Первый министр просвещения Сербии. Автор первых сочинений светского характера на сербском языке и патриотических стихов об освободительной борьбе сербского народа.

## Биография
Родился в семье кожевника в селе Чакова в Банате на территории Австрийской монархии (ныне Румыния, жудец Тимиш).
Рано осиротев, остался на попечении родственников, из которых один, заметив в мальчике страсть к церкви и чтению, задумал приготовить его в священники. Увлекшись житиями святых, решил постричься в монахи, и бежал из дома родственников, но был насильно возвращен и был отдан обучаться мастерству в Темешвар; скоро, однако, он постригся в Хоповском монастыре, весь отдался духовным подвигам, однако после ссоры с монастырской братией в ноябре 1760 году бежал из монастыря, намереваясь продолжить обучение в России. Чтобы скопить денег на это, работал учителем в Далмации, где освоил латынь и итальянский язык. 
Доситей Обрадович объездил почти все Балканы и Малую Азию, а затем посетил Италию, Германию, Францию, Англию, Австрию и Российскую империю. Три года он провёл в Смирне, где обучался в одной из греческих богословских школ, в которой хорошо выучил греческий язык, а также греческие литературу и философию. В 1787 году, из-за начавшейся русско-турецкой войны, эту школу пришлось оставить. Затем он жил в Далмации, где преподавал в одной из школ Книна, а после — в Задаре и Триесте. Из Триеста Доситей Обрадович переехал в Вену, где провёл шесть лет и изучал немецкий язык и немецкую культуру. Как учитель языка выезжал из Вены в Карловцы и Молдову. В Галле, а также позже в Лейпциге, изучал философию.
Во время учёбы в Лейпциге он написал и опубликовал первые в истории произведения светского содержания на сербском языке: свои мемуары «Жизнь и приключения» («Живот и прикљученија»), «Послание Харлампию» («Писмо Харалампиjy») (оба в 1783 году) и нравоучительную книгу «Советы здравого разума» («Совэ ти здравого разума», 1784). Позже он перевёл на сербский басни Эзопа, «Этику» Франческо Соаве, написал стихотворение по поводу восстания сербов, оду в честь Александра I.
Он осуждал невежество монахов, суеверия, пропагандировал науку и вообще просвещение, не только для мужчин, но и для женщин. Его литературная деятельность настолько ценилась современниками, что сербские купцы Триеста пригласили его в 1802 году в этот город и обещали платить по 2 тыс. флоринов в год, чтобы он писал книги для народа. Он постепенно отошёл от использования в своих работах книжного славянскосербского языка и выступал за развитие сербского литературного языка на основе народной речи.

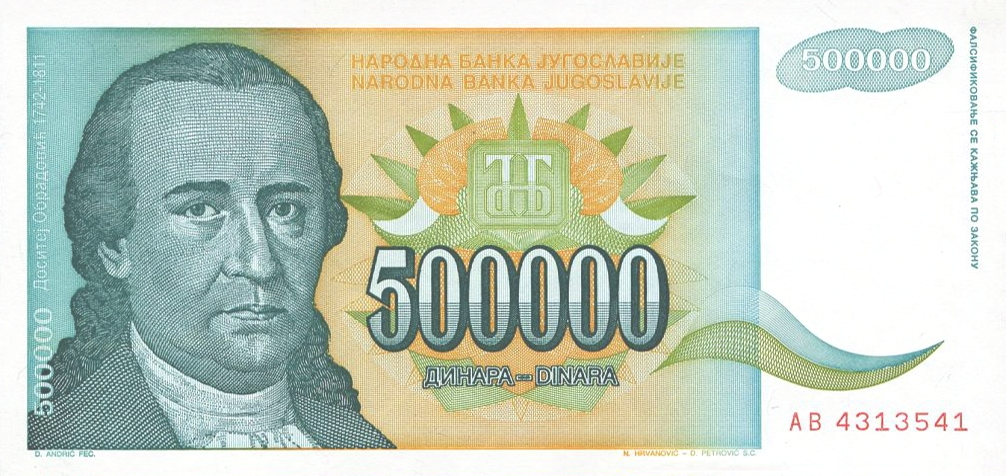
Досифе́й на югославской банкноте 1993 года

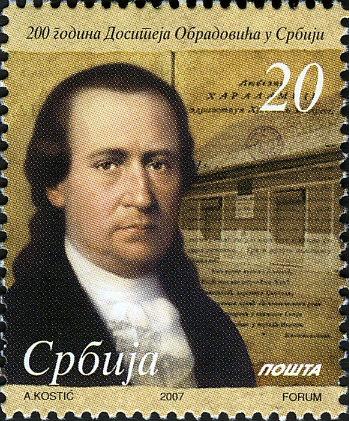
200 лет со дня рождения Досития Обрадовича, Почта Сербии, 2007

Начало Первого сербского восстания он встретил в Триесте. Обрадович первым организует сбор пожертвований для повстанцев, а затем выполняет различные конфиденциальные миссии между повстанцами и Россией и, наконец, переезжает в Сербию. Как самый просвещённый серб своего времени становится первым сербским министром образования, организует школы, становится личным секретарём и советником Карагеоргия.
В 1810 году основал первую в Сербии духовную семинарию.
Скончался 1811 году в Белграде, где и был похоронен перед Соборной церковью. Его тело дважды было потревожено: в 1837 году из-за строительства новой Соборной церкви вместо старой, которая была снесена, и в 1897 году, когда его могилу поставили рядом с могилой Вука Караджича, тело которого в этот год было перенесено из Вены. 

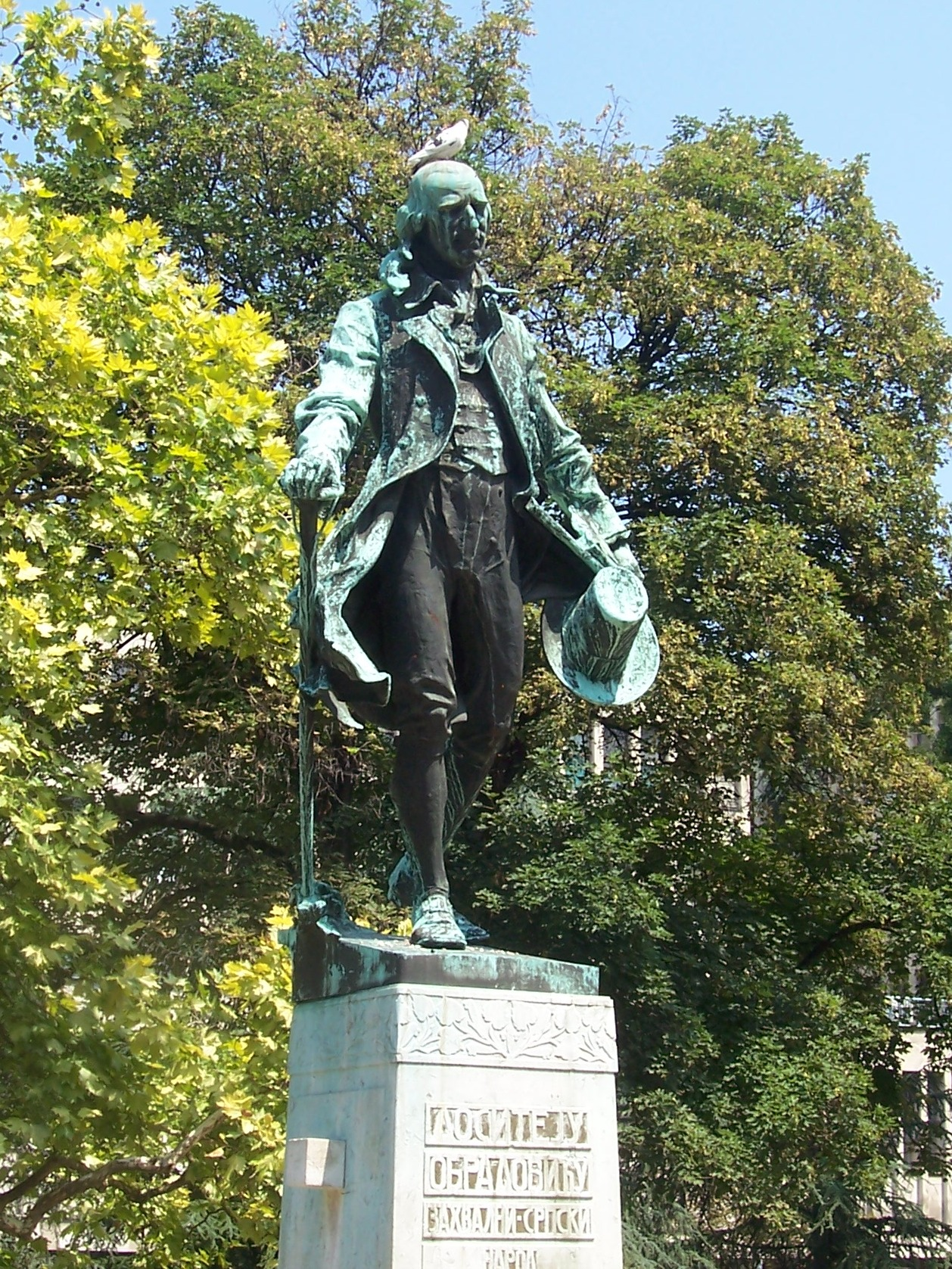
Памятник Доситею Обрадовичу в Белграде

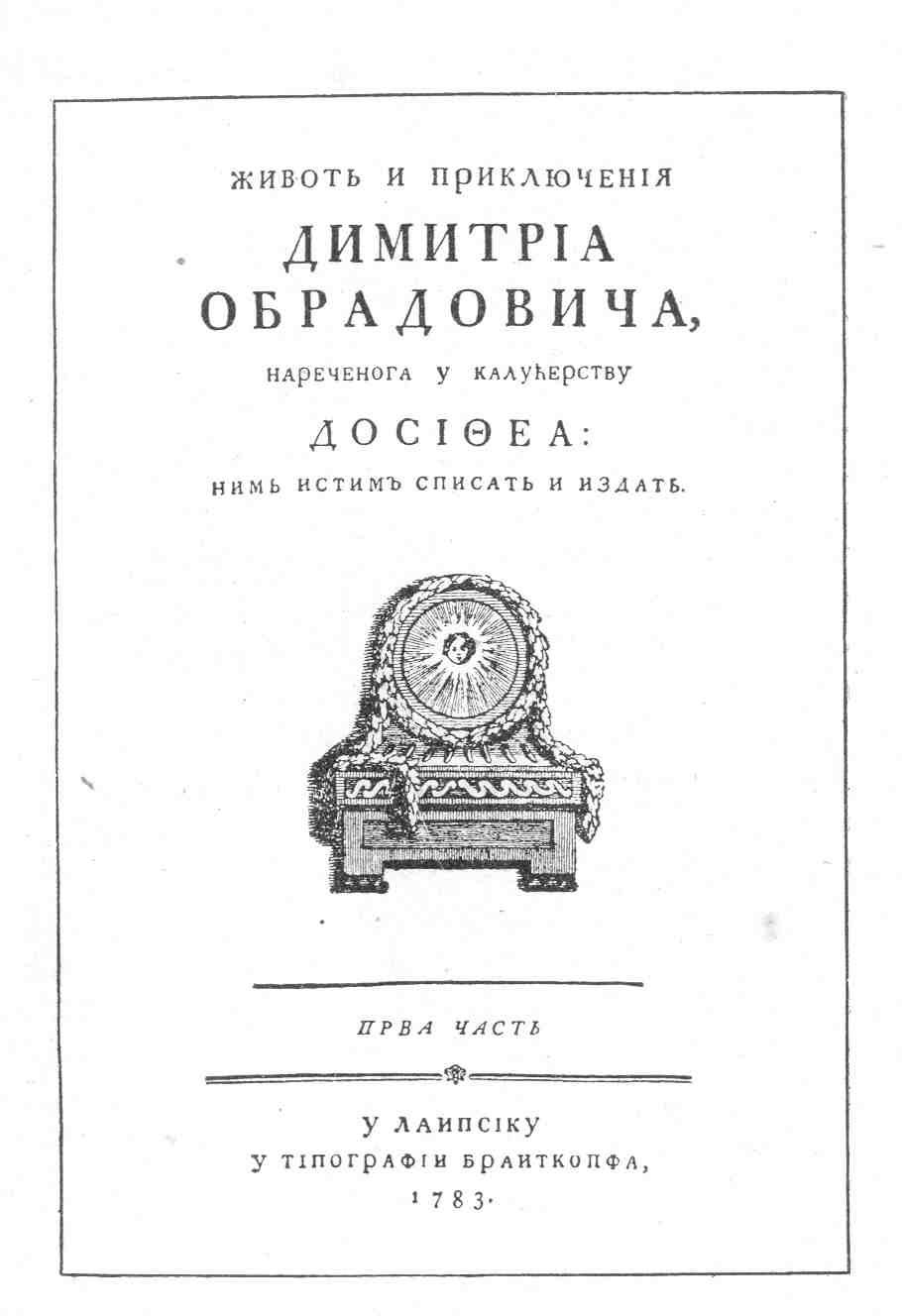
«Жизнь и приключения Димитрия Обрадовича, названного в монашестве Доситеем: им самим написанным и изданным», 1783